# Lirabotys
Lirabotys és un gènere d'arnes de la família Crambidae.

## Taxonomia
- Lirabotys liralis (Legrand, 1966)
- Lirabotys prolausalis (Walker, 1859)
- Lirabotys rufitincta (Hampson, 1913)